# Phoenix Airways (Suiza)
Phoenix Airways (abreviada como Phoenix) fue una aerolínea chárter suiza fundada el 13 de octubre de 1970 y cesó sus operaciones en abril de 1974.

## Historia
Phoenix Airways fue fundada el 13 de octubre de 1970 por un grupo de inversores privados en Basilea con un capital de dos millones de francos suizos. Originalmente la empresa se llamaría Helvetic Air, pero el Registro Mercantil de Basilea rechazó el nombre porque no era una empresa estatal.Phoenix compró un BAC 1-11-500 el 1 de abril de 1971 y recibió su Certificado de Operador Aéreo el 17 de abril de 1971.El avión fue arrendado brevemente a una aerolínea de Alemania Occidental antes de ser utilizado en rutas a destinos vacacionales del Mediterráneo desde Basilea y Zúrich.Además, la compañía operaba vuelos chárter ocasionales a otras regiones europeas, incluida Escandinavia.

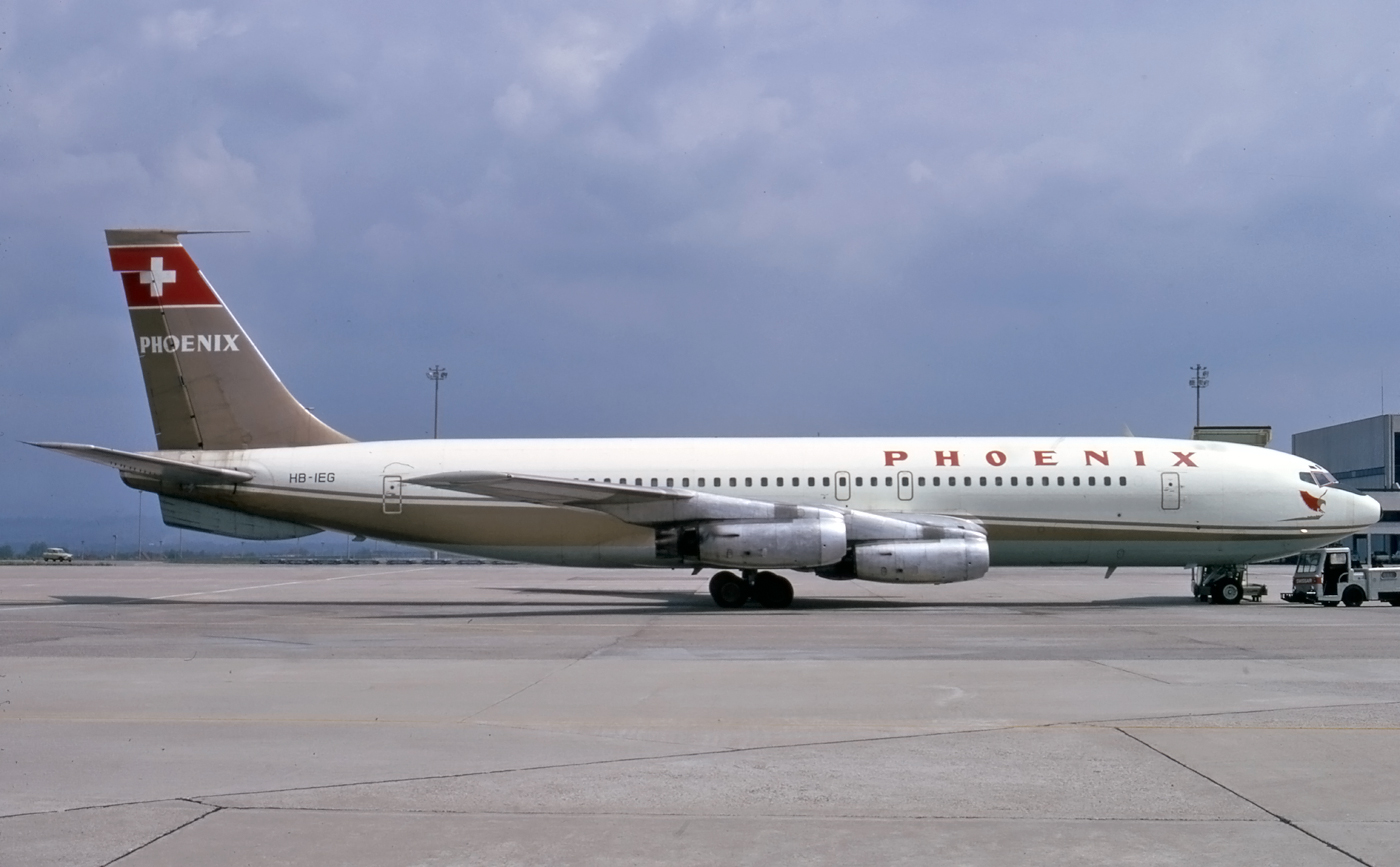
Boeing 707-131F (HB-IEG) de Phoenix Airways, el avión pronto se estrellaría en 1976 operando para Lloyd Aéreo Boliviano.

En la primavera de 1972, Phoenix Airways compró un Boeing 707-131 usado de Israel Aerospace Industries (IAI) para realizar vuelos de larga distancia. Como el avión también estaba destinado a transportar frutas y verduras desde Israel durante los meses de invierno escasamente poblados, estaba equipado con una bodega de carga. La entrega del avión transformado se retrasó hasta el 4 de noviembre de 1972, por lo que la empresa alquiló a IAI un avión idéntico desde el 29 de marzo al 31 de octubre de 1972 como reemplazo.
Desde la primavera de 1973, Phoenix Airways ofrecía vuelos chárter desde Zúrich a Bangkok (Tailandia) y Lomé (Togo) con su Boeing 707-131F. Durante la temporada de verano de 1973 el avión sólo se utilizó ocasionalmente. Además, cuando llegó el momento de realizar tareas de mantenimiento, tuvieron que trasladarlo a Basilea y las operaciones se basaron principalmente en Zúrich, lo que implicó costes adicionales.La situación financiera de la empresa, ya en dificultades, se agravó aún más a partir del otoño de 1973 porque los precios de los carburantes, debido al impacto de la primera crisis del petróleo, aumentaron significativamente. Después de que el BAC 1-11 fuera confiscado en la primavera de 1974 debido a facturas de mantenimiento impagadas, las autoridades suizas retiraron la licencia a Phoenix Airways el 18 de marzo de 1974.El mes siguiente la aerolínea entró en quiebra y cesó sus operaciones.

## Flota

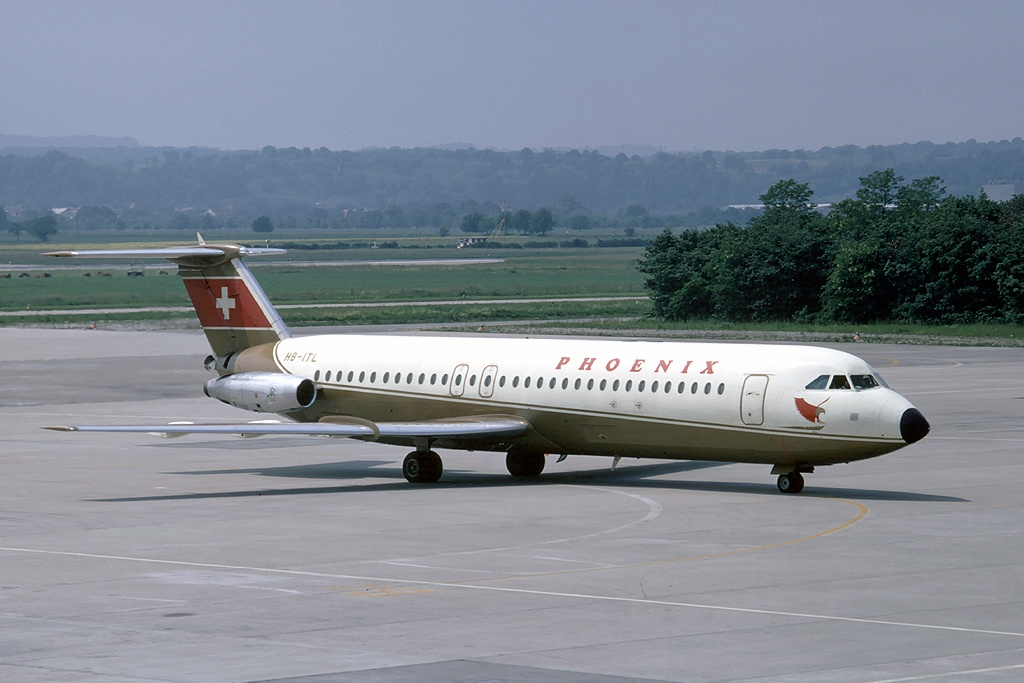
BAC 1-11 de Phoenix Airways en julio de 1973, el avión después fue transferido a Austral y se estrelló en Buenos Aires el 7 de mayo de 1981.

- BAC 1-11-529FR (HB-ITL)
- Boeing 707-131 (N732WT)
- Boeing 707-131F (HB-IEG)[4]

## Destinos

### SuizaSuiza
- Aeropuerto de Basilea-Mulhouse
- Aeropuerto de Zúrich

### Tailandia
- Aeropuerto Internacional Suvarnabhumi

### Togo
- Aeropuerto de Lomé-Tokoin

### Otros destinos ocasionales
- Lugares del Mediterráneo
- Regiones de Escandinavia